# Хэдланд, Хлоя
Хлоя Хэдланд (англ. Chloe Headland; 7 марта 2003) — шотландская хоккеистка, нападающий. С 2017 по 2019 год выступала за школьную команду «Леди Айлендерс» в США. Игрок национальной сборной Великобритании, дебютировавшая в 2019 году. Выступала на двух дивизионных турнирах чемпионата мира до 18 лет в составе юниорской сборной Великобритании. Старшая сестра, Эйми, также является хоккеисткой и играет за национальную команду.

## Биография
Хлоя Хэдланд вместе со старшим братом (Мэттью) и сестрой (Эйми) с детства занималась хоккеем с шайбой. Они воспитывались в семье с мамой, Мишель Хэдланд, и её мужем, Фрэнком Моррисом, бывшем игроком сборной Великобритании по хоккею. В 2017 году Мишель Хэдланд умерла от рака. Хлоя вместе с Мэттью и Эйми перешли под опеку к отчиму.
Хлоя Хэдланд играла за детскую сборную Шотландии до 11 и 13 лет в турнире регионов, организуемым Английской федерацией хоккея с шайбой. В сезоне 2015/16 она вместе со сборной стала победителем конференции. Хлоя вместе с сестрой также играла за девичью команду «Солвэй Шаркс». С 2017 года она начала играть в США, за школьную команду «Леди Айлендерс». В сезоне 2018/19 вместе с сестрой сыграла в группе A первого дивизиона юниорского чемпионате мира, проводимом в Дамфрисе, где британки заняли третье место. Хлоя стала лучшим снайпером и бомбардиром своей команды на турнире. В апреле 2019 года Хэдланд дебютировала за национальную сборную Великобритании. Она вместе с Эйми сыграла во втором дивизионе чемпионата мира. Хлоя была самой юной в составе своей национальной сборной на турнире. Она сыграла в пяти играх, в которых отметилась одним результативным пасом. Сборная Великобритании заняла второе место и не сумела квалифицироваться в первый дивизион. В 2020 году Хэдланд была назначена альтернативным капитаном юниорской сборной Великобритании. Она сыграла на юниорском чемпионате мира 2020, по итогам которого британки заняли последнее место в группе B и перешли во второй дивизион.

## Статистика
| Легенда | Легенда                    | Легенда | Легенда                   | Легенда | Легенда    |
| ------- | -------------------------- | ------- | ------------------------- | ------- | ---------- |
| И       | Количество проведённых игр | Штр     | Штрафное время            | +/−     | Плюс-минус |
| Г       | Голы                       | П       | Голевые передачи          | О       | Очки       |
| -       | Статистика неизвестна      | —       | Статистика не учитывалась |         |            |

### Международная
По данным: Eurohockey.com и Eliteprospects.com